# €STR
€STR is de eendaagse referentierente van de euro. De €STR(Euro Short Term Rate) wordt berekend door de Europese Centrale Bank (ECB) en is gebaseerd op de statistische geldmarktrapportage van het Eurosysteem. De werkgroep risicovrije euro-rentetarieven heeft €STR aanbevolen ter vervanging van de EMMI Euro Overnight Index Average (Eonia) als de risicovrije Euro-rente voor alle producten en contracten. Deze rente wordt dus door de ECB zelf vastgesteld.
Voor de overgang van Eonia naar €STR is een overgangstermijn vastgesteld. De waarde van de nieuwe referentierente zal waarschijnlijk 8 tot 9 basispunten lager komen te liggen. De ECB publiceerde op 2 oktober 2019 voor het eerst deze nieuwe referentierente.
€STR  wordt ook aangeduid als ESTER. Voor de actuele standen zie: https://www.actuelerentestanden.nl/rente-ontwikkeling/ester.asp